# Phare de Sagres
Le phare de Sagres est un phare situé dans la forteresse de Sagres dans la freguesia de Sagres de la municipalité de Vila do Bispo, dans le district de Faro (Région de l'Algarve au Portugal).
Il est géré par l'autorité maritime nationale du Portugal à Oeiras (Grand Lisbonne).
Il est situé dans la Forteresse de Sagres qui est classée comme Monument national au Portugal et est intégré dans le Parc naturel du Sud-Ouest Alentejano et Costa Vicentina, une aire protégée du sud-ouest du Portugal.

## Histoire
Le premier phare a été inauguré le 4 mars 1894 à l'occasion du quatrième centenaire de la naissance de l'infant Henri le Navigateur, décédé à Sagres et qui serait crédité de la fondation d'une célèbre école de navigation et de cartographie dont beaucoup d'historiens doutent de son existence. Le phare émettait une lumière rouge fixe et avait très peu de portée, (entre 3 et 5 milles nautiques), par ce qui a été l'objet de critiques presque depuis son inauguration. En 1906, l'éclairage a été remplacé par un autre qui atteignait 12 milles (environ 21 km) de distance, étant également une lumière rouge fixe.
En 1923, un deuxième phare a commencé à fonctionner, en remplacement duprécédent, dans une tour de 5,5 mètres de hauteur qui abritait un objectif catadioptrique de 4e ordre et de 250 mm de distance focale, avec un mécanisme rotatif d'horlogerie et une lampe à huile, de 14 milles marins (environ 25 km) de portée. Le bâtiment se composait d'une tour carrée en brique blanche, avec des pièces jointes d'un plancher pour les gardiens de phare du logement et du matériel de dépôt. La tour de 5,5 mètres de haut en moyenne à partir du sol jusqu'au bord supérieur de la corniche.
En 1958, et à l'occasion de la célébration du centenaire de la mort d'Henri le Navigateur, on entreprit d'étudier la restauration de la Forteresse de Sagres pour lui donner son aspect d'origine. Dans cette étude, pour signaler le Cap de Sagres, il fallait démolir le phare existant et le reconstruire à quelque 20 mètres avec un aspecte architectural aussi simple que possible afin de ne pas fausser l'aspect de la forteresse.
En 1960, ce nouveau phare a été inauguré. Le phare fait 13 mètres de haut et c'est une tour carrée en maçonnerie blanche, attachée à un bâtiment technique d'un seul étage de 5.5 m de haut. Seule la lanterne est rouge. Sa hauteur focale est de 53 mètres au-dessus du niveau de la mer, une focale optique de 250 mm et a une portée de 20 kilomètres. Il est équipé d'une lampe à incandescence de 500 w et a été alimenté par une réserve de gaz. En 1983, il a été électrifié, automatisé et contrôlé par le phare du cap Saint-Vincent.
Identifiant : ARLHS : POR043 ; PT-440 - Amirauté : D2170 - NGA : 3620.
|                         |
| La forteresse de Sagres |

|          |
| Le phare |

### Liens connexes
- Liste des phares du Portugal
- Forteresse de Sagres